# Джованні Гарау
Джованні Гарау (італ. Giovanni Garau, 17 липня 1907 року, Термолі, Кампобассо — 9 листопада 1941 року, Середземне море) — італійський морський офіцер.

## Біографія
Джованні Гарау народився 3 березня 1917 року у Кальярі. 12 січня 1935 року вступив у Військово-морську академію в Ліворно, яку закінчив у червні 1937 році в званні гардемарина. 1 січня 1939 року отримав звання молодшого лейтенанта. Ніс службу на міноносцях, і грудня 1939 року був призначений старшим артилеристом на есмінці «Турбіне».
15 січня 1941 року був призначений на есмінець «Фульміне» і незабаром отримав звання лейтенанта.
9 листопада 1941 року есмінець «Фульміне» був у складі конвою «Дуїсбург».
Вночі 9 листопада конвой був атакований британським З'єднанням K у складі крейсерів «Аврора», «Пінелопі» та есмінців «Ланс» і «Лайвлі». Перші постріли прозвучали о 00:57. За 5 хвилин «Пінелопі» і «Лайвлі» зосередили свій вогонь на «Фульміне». Протягом короткого періоду часу корабель отримав багато влучань в мостик та нижче ватерлінії і втратив хід. О 01:15 він перевернувся та затонув у точці з координатами 37°00′ пн. ш. 18°10′ сх. д. / 37.000° пн. ш. 18.167° сх. д..
Коли есмінець отримав серйозні пошкодження, Джованні Гарау кинувся до останньої справної гармати, обслуга якох загинула, і сам продовжував стріляти, допоки корабель не затонув.
За свою мужність він був посмертно нагороджений Золотою медаллю «За військову доблесть»

## Нагороди
- Золота медаль «За військову доблесть»